# Moraea lugubris
Moraea lugubris là một loài thực vật có hoa trong họ Diên vĩ. Loài này được (Salisb.) Goldblatt miêu tả khoa học đầu tiên năm 1976.